# Nguyễn Đức Mộc
Meister Nguyễn Đức Mộc (* 1913 im Distrikt Thôn Bô Son, in der Provinz Bac Ninh (heute „Ha Bac“) auf den Hügeln „Son Hoan Long“ im nördlichen Vietnam; † 5. Mai 2009) war Begründer der vietnamesischen Kampfkunst Vo Vietnam.

## Kindheit und Jugend
1919, im Alter von 6 Jahren begann sein Vater ihn in Kampfkunst, anschließend sein Onkel ihn in Vô Thuât Gia Truyên (traditionelle Familien-Kampfkünste) und Vô Nghe (Militärische Kunst, Strategie) zu unterrichten. Zusammen mit seinem Bruder waren sie für die Verteidigung des Dorfes gegen einfallende Plünderer zuständig.
1929, im Alter von 16 nahm ihn der Wandermönch Hoang Hao Ba aus dem südchinesischen Kloster Ma Duong Cuong stammend als Schüler auf. Er lehrte Nguyễn Đức Mộc Vô Cong Bi Truyên, die geheimen Techniken der Kampfkunst des Klosters.
In den folgenden Jahren konnte er in vielen Kämpfen die gelernten Theorien und Praktiken ausprobieren.

## Entwicklung des Võ Vietnam
1938 war er 26 Jahre alt. Er wurde verpflichtet, für die französische Kolonialarmee im mittleren Osten, im Kongo (Afrika), in Syrien und im Libanon zu kämpfen.
Ab 1947 arbeitete er für Renault in einer Fabrik in Boulogne-Billancourt. Aufgrund rassistischer Anfeindungen kam es eines Tages während der Arbeit zu einem Eklat, bei dem Đức Mộc gezwungen war, sich zu verteidigen. Daraufhin baten ihn seine Arbeitskollegen, sie in Vô Viêtnam zu unterrichten. Er willigte ein, vor allem um das Ansehen seines Herkunftslandes Vietnam zu verbessern.
Später hatte er auch Schüler, die nicht in der Fabrik arbeiteten. 1956 wurde das Training in das Jugend- und Kulturzentrum von Boulogne-sur-Seine verlegt. Er gründete die „Son Long Quyên Thuat Vô Viêtnam“ Schule, benannt nach dem „Berg des Drachen“, wo er aufgewachsen war.
1983 stellten er und 22 weitere Mitglieder Võ Vietnam in Vietnam im Rahmen eines Kultur- und Sportaustausches vor. 1989 folgte eine zweite Reise.
Weltweit gibt es heute in Frankreich, der Schweiz, Algerien, Burkina Faso und Österreich Võ-Vietnam-Schulen mit insgesamt mehreren tausend Schülern.